# Гамільтон (округ, Бермудські острови)

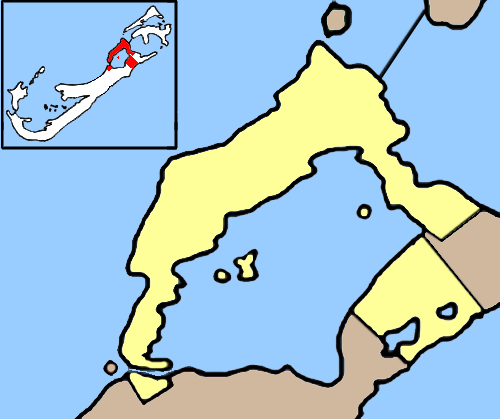

Гамільтон (англ. Hamilton Parish) — один з дев'яти округів (parishes) Бермудів. Вся площа округу становить 5,1 км². Населення 4 852 чоловік (2010).
На північному сході межує з округом Сент-Джордж, на півдні — з округом Сміт. З островом Сент-Джордж з'єднаний дамбою.
На узбережжі наявні численні підводні печери, у яких знайдено унікальну фауну ракоподібних (Calanoida, Podocopa тощо).